# Whoia dumbshafensis
Whoia dumbshafensis is een pissebed uit de familie Desmosomatidae. De wetenschappelijke naam van de soort is voor het eerst geldig gepubliceerd in 1988 door Svavarsson.